# Osiedle Lesisko
Osiedle Lesisko – osiedle w Krakowie wchodzące w skład Dzielnicy XVIII Nowa Huta, niestanowiące jednostki pomocniczej niższego rzędu w ramach dzielnicy.
Na osiedlu występuje wyłącznie zabudowa jednorodzinna.